# أكرم حامد بك جاف
أكرم حميد بكزاده جاف الدكتور اكرم حامد بك جافي ‎ 14 يوليو 1929 - 21 نوفمبر 2010) كان زعيمًا كرديًا عمّل في مناصب مختلفة في الحكومة العراقية و كذلك في برنامج الأمم المتحدة الإنمائي. وكان يُعرف أيضًا باسم "الجاف" أو "ال جاف" في بعض الأدبيات والسجلات. 

## وقت مبكر من الحياة
وُلد أكرم حامد بِكْزاده الجاف في 14 يوليو/تموز 1929 في مدينة حلبجة الكردية، شمال العراق ، وهو ابن حميد بِكْزاده ("حميد بك") الجاف . أكمل الدكتور أكرم حامد بك جاف دراسته الابتدائية والإعدادية في حلبجة ، ثم أكمل دراسته الثانوية في بغداد . التحق الدكتور أكرم حامد بك جاف بالكلية الطبية الملكية في بغداد لفترة وجيزة، قبل أن يتقدم بطلب الالتحاق بالجامعة في الولايات المتحدة الأمريكية ويُقبل فيها. انتقل الدكتور أكرم حامد بك جاف إلى الولايات المتحدة الأمريكية لإكمال دراسته الجامعية عام 1948.

في عام 1951 حصل الدكتور أكرم حامد بك جاف على درجة البكالوريوس في العلوم الزراعية من جامعة ولاية كولورادو في فورت كولينز، كولورادو (الولايات المتحدة الأمريكية).  في عام 1952 حصل الدكتور أكرم حامد بك جاف على درجة الماجستير في العلوم في الهندسة الزراعية من جامعة كنتاكي .  في أبريل 1957، حصل على درجة الدكتوراه في علم الوراثة وتعليم النبات من جامعة ولاية أوريغون في كورفاليس ، أوريغون (الولايات المتحدة الأمريكية). توقف الدكتور أكرم حامد بك جاف لفترة وجيزة عن عمله في الدكتوراه ليعود إلى العراق حيث تزوج، وعاد بعد ذلك إلى الحرم الجامعي مع زوجته لإكمال بحثه.  

## بداية مسيرته المهنية
وبعد إكمال دراسته الجامعية في الولايات المتحدة، عاد الدكتور أكرم حامد بك جاف إلى بغداد ، العراق، وعمل في عدد من الوظائف العلمية والإدارية، بما في ذلك رئاسة العديد من الوفود الزراعية إلى الاتحاد السوفيتي ، والولايات المتحدة الأمريكية ، ويوغوسلافيا ، ورومانيا ، ومصر ، وسوريا ، والأردن .
شغل الدكتور أكرم حامد بك جاف مناصب مختلفة في الحكومة والصناعة:
- مدير في قسم بحوث المحاصيل الحقلية، قسم الزراعة، كلية أبو غريب، جامعة بغداد (العراق)
- عضو في مجلس إدارة مصرف الرافدين (العراق)
- عضو في شركة التأمين الوطنية (العراق)
- عضو في مجلس إدارة شركة النفط الوطنية (العراق)

عُيّن الدكتور أكرم حامد بك جاف مديرًا عامًا في إدارة احتكار التبغ في العراق، والتي كانت المنتج والمورد والموزع الوحيد لمنتجات التبغ.  في 6 سبتمبر 1965، أصبح الدكتور وزيرًا للزراعة ، من بين مجموعة صغيرة من الأكراد الذين شغلوا هذا المنصب العريق في الحكومة العراقية. في عام 1969، أصبح الدكتور محاضرًا في كلية الزراعة بجامعة بغداد. في عام 1969، انضم إلى برنامج الأمم المتحدة الإنمائي (UNDP) في الصومال، وبعد ذلك بوقت قصير، انضم إلى منظمة الأغذية والزراعة (الفاو) مما أدى إلى فترة عشرين عامًا في مسيرته المهنية. 

## مهنة الأمم المتحدة
انضم إلى منظومة الأمم المتحدة في عام 1970 كمستشار زراعي أول في برنامج الأمم المتحدة الإنمائي في مقديشو ، الصومال ، حيث خدم من عام 1970 إلى عام 1973. و بعد ذلك أصبح فيما بعد منسق برنامج الأمم المتحدة الإنمائي المقيم في الصومال وأشرف، من بين أمور أخرى، على انتقال استقلال الصومال عن إيطاليا .
في 9 مايو 2004، عيّن عز الدين سليم، رئيس مجلس الحكم العراقي ، الدكتور أكرم حامد بك جاف سفيرًا للعراق لدى وكالات الأمم المتحدة التي تتخذ من روما مقرًا لها ( منظمة الأغذية والزراعة (الفاو)، وبرنامج الأغذية العالمي (WFP)، والصندوق الدولي للتنمية الزراعية (IFAD)). مثّل هذا المنصب مصالح العراق لدى وكالات الأمم المتحدة التي تتخذ من روما مقرًا لها، وركز على البرامج والسياسات الزراعية أثناء إعادة بناء البنية التحتية للعراق بعد حرب الخليج الثانية.  قدّم أكرم حامد بك جاف أوراق اعتماده الرسمية كسفير إلى المدير العام لمنظمة الأغذية والزراعة جاك ضيوف في 15 نوفمبر 2004 كجزء من العلاقات الدبلوماسية المستمرة. وخلال فترة عمله كسفير، ترأس الدكتور جاف العديد من اللجان ذات الصلة بالإضافة إلى احتفاظه بعضوية المجلس التنفيذي لبرنامج الأغذية العالمي. 
في عام 1974، عُيّن الدكتور أكرم حامد بك جاف مستشارًا أول للزراعة لدى برنامج الأمم المتحدة الإنمائي في القاهرة ، مصر. وكان عضوًا في فريق الأمم المتحدة الانتقالي لعودة العريش في شبه جزيرة سيناء إلى مصر بعد حرب يوم الغفران بين إسرائيل ومصر. في عام 1978، أنشأت منظمة الأغذية والزراعة (الفاو) تمثيلها الرسمي في مصر،  وعُيّن أول ممثل لمنظمة الأغذية والزراعة ورئيس بعثتها في مصر. وظل في مصر حتى عام 1980 حيث قبل حينها منصبًا تنفيذيًا كبيرًا في المقر الرئيسي لمنظمة الأغذية والزراعة في روما، إيطاليا. انتقل الدكتور أكرم حامد بك جاف وعائلته إلى روما في عام 1979، حيث عُيّن رئيسًا للعمليات في منطقة الشرق الأوسط وشمال إفريقيا ودول شرق البحر الأبيض المتوسط (AGON). وقد أدار محفظة تشغيلية كبيرة لمشاريع المساعدة الفنية لمنظمة الأغذية والزراعة. عُيّن الدكتور جاف لاحقًا مديرًا لقسم العمليات العالمية في منظمة الأغذية والزراعة (AGO). ومن عام 1991 إلى عام 1992، شغل منصب المستشار الخاص الأول للمدير العام لمنظمة الأغذية والزراعة لشؤون الشرق الأوسط وشمال أفريقيا قبل تقاعده من منظومة الأمم المتحدة في يوليو/تموز 1992.

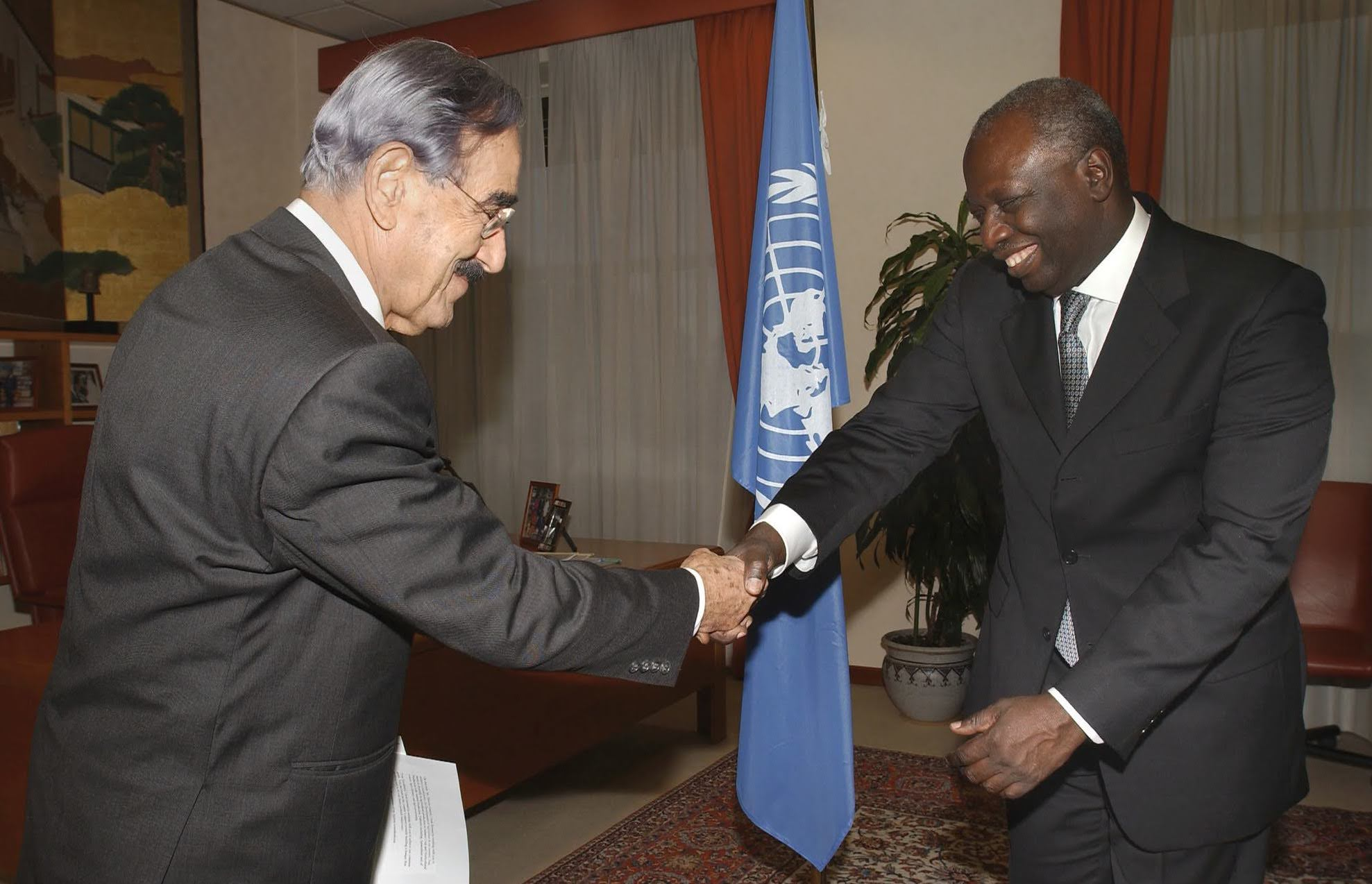
أكرم حامد بك جاف في منظمة الأغذية والزراعة مع جاك ضيوف ، المدير العام لمنظمة الأغذية والزراعة

## الاهتمامات البحثية والمنشورات
شارك الدكتور أكرم حامد بك جاف أيضًا في جمع الأبحاث العلمية الزراعية، بدءًا من حصوله على درجة الدكتوراه  وصولًا إلى الدراسات الميدانية في مجاله. نشر الدكتور العديد من الكتب والمقالات حول اقتصاد كردستان، في التسعينيات، والتي تم الاستشهاد بها في أوراق لاحقة مختلفة.   تم الاستشهاد بعمل الدكتور ايضاً في أطروحات الدكتوراه في مجال الدراسات الكردية وتطوير السياسات في المنطقة.  

## سنوات التقاعد
خلال سنوات تقاعده، تعاون الدكتور أكرم حامد بك جاف مع المؤلف وأستاذ التاريخ بجامعة بغداد كمال أحمد لترجمة كتاباته عن التاريخ الكردي  إلى اللغة الإنجليزية للنشر والتوزيع على المكتبات في مجموعة من الجامعات الأمريكية.

## الحياة الشخصية
كان الدكتور أكرم حامد بك جاف متزوجاً من بروين حسن جاف، من السليمانية ، و التي ابنة حسن بكزاده جاف، مالك الأرض والشاعر وعضو البرلمان أثناء الحكم الملكي العراقي من محافظة حلبجة شمال العراق. تزوج الدكتور أكرم حامد بك جاف من بروين في حفل زفاف كردي تقليدي في مسقط رأسه حلبجة عام 1956.

## موت
توفي الدكتور أكرم حامد بك جاف في الواحد والعشرين من نوفمبر 2010، في أربيل، العراق، بعد إعادته إلى وطنه من منزله السابق في روما، إيطاليا. 